# 言語喪失
言語喪失（げんごそうしつ、英: language attrition）とは、母語・第一言語を失う過程であり、一般に、ある第一言語（="L1"）からの孤立と、第一言語における正しい言語の運用・理解を妨げる別の言語である第二言語（="L2"）の獲得とその使用によって引き起こされる。こうした第二言語の介入は、すべての二言語話者（いわゆるバイリンガル）において見られるとされるが、第二言語が日常生活において（支配的かどうかには拘らず）重要な役割を果たすようになった者には特に顕著で、言語喪失も起きやすい。また、用いられる言語が異なる地域へ移住した移民にもよく見られる現象である。

## 要因
言語喪失に影響を与える要因は複数ある。ある言語に頻繁に接し、使用することで母語の言語体系を保つには充分だとされてきた。しかし、この予想を確かめるための調査は失敗することも多い。
言語喪失は第二言語の獲得とその要因が似ているために、しばしば比較の対象となるが、これらの要因が言語喪失に与える全体的な影響は第二言語の獲得よりもはるかに小さい。